# جسر غازيان
جسر غازيان (بالفارسية: پل غازیان) هو جسر تاريخي يعود إلى عصر الدولة البهلوية، ويقع في مقاطعة بندر أنزلي.